# 劉伯玉
南平王劉伯玉（5世紀—478年），彭城郡彭城縣人，南朝宋武帝之曾孫，衡陽文王劉義季之孫，衡陽恭王劉嶷第二子。
南朝宋泰始七年（471年），出繼南平穆王劉鑠為子的南平王劉宣曜被廢還本。元徽元年（473年）九月，劉伯玉出繼從父南平穆王劉鑠，襲封南平郡王，後官至給事中。
昇明二年（478年），劉伯玉以謀反的罪名被誅殺，封國被削除。